# Присутственные места (Великий Новгород)
Прису́тственные места́ — историческое здание на территории Новгородского кремля, построенное в конце XVIII века. Располагается в южной части комплекса.

## История
Здание для губернских Присутственных мест возведено в 1783—1786 годах по проекту архитектора В. С. Поливанова. В 1805 году здание сгорело, восстановлено в 1815—1825 годах архитектором И. Рогинским с изменением декора фасадов. 
Во время Великой Отечественной войны здание серьёзно пострадало: обрушилась крыша и перекрытия, во многих местах повреждена штукатурка. В 1944 году архитекторами В. М. Гальпериным, А. В. Жук и В. С. Захаров разработали проект  реконструкции здания для размещения в нём областного комитета ВКП(б). По этому проекту фасад здания предполагалось дополнить центральным портиком с фронтоном, изменить пропорции и обработку боковых ризалитов. Однако Главное управление по охране памятников Комитета по делам архитектуры не утвердило проект, настаивая на сохранении старого фасада и прежней планировки здания.
Здание восстанавливалось до 1957 года, когда было приспособлено под музей и библиотеку по проекту А. Т. Богоровой. Возведены новые железобетонные перекрытия. В 1970—1990 годах проводились ремонтно-восстановительные работы под руководством Г. М. Штендера. В здании размещаются экспозиции Новгородского музея-заповедника и областная библиотека.

## Архитектура
Здание имеет прямоугольную в плане форму с тремя ризалитами. Оформление фасадов — в стиле позднего классицизма. Стены первого этажа рустованы. Над оконными проёмами помещены крупные замковые камни. Первоначальное оформление было в стилистике раннего классицизма, присутствовали наличники с ушками, декоративные панно со щитами и глазками.